# Hans Bonte
Hans Jozef Omer Bonte (Kortrijk, 20 januari 1962) is een Belgisch politicus voor Vooruit. Hij was burgemeester van 2013 tot 2024 in Vilvoorde.

## Levensloop
Bonte studeerde aan de UGent, waar hij een licentie in de sociologie behaalde, en aan de VUB, waar hij in 1985 promoveerde tot licentiaat in de politieke wetenschappen. Beroepshalve was hij van 1985 tot 1989 straathoekwerker en jeugdwerker voor de vzw Centrum-West.
Hij begon zijn politieke carrière in 1989 bij SEVI, de studiedienst van de toenmalige SP, waarvoor hij werd gevraagd door Frank Vandenbroucke. Hij was er tot in 1995 stafmedewerker voor arbeid en tewerkstelling. Van 1995 tot 2019 zetelde Bonte in de Kamer van volksvertegenwoordigers. Hij was er onder meer van 2010 tot 2013 voorzitter van de Kamercommissie voor de Volksgezondheid, het Leefmilieu en de Maatschappelijke Hernieuwing.
Na de gemeenteraadsverkiezingen van oktober 2000 werd Bonte gemeenteraadslid en schepen van tewerkstelling, sociale zaken en sociale economie in Vilvoorde. Van 2007 tot 2012 was hij er OCMW-voorzitter en schepen van Sociale Zaken. 
Bij de gemeenteraadsverkiezingen in oktober 2012 was Bonte lijsttrekker voor het plaatselijke sp.a-Groen-kartel in Vilvoorde. Bonte behaalde 1.876 voorkeurstemmen en zijn partij werd de grootste fractie in de gemeenteraad. Hij was vanaf januari 2013 burgemeester van Vilvoorde. Tijdens het eerste jaar van zijn burgemeestersambt verscheen Bonte verscheidene malen in de media. Begin 2013 trok hij samen met de burgemeesters van Mechelen en Antwerpen aan de alarmbel omtrent de problematiek van jonge vertrekkende islamitische strijders in de Syrische Burgeroorlog. Bonte pleitte in deze context voor het intrekken van de Belgische nationaliteit van deze jongeren.
In 2018 werd het lokaal sp.a-Groen-kartel opnieuw de grootste en kon Bonte burgemeester blijven. Aanvankelijk zette hij Groen buitenspel door hen geen schepenambt toe te kennen, maar dat werd kort erna ongedaan gemaakt.
Nadat sp.a een cumulverbod invoerde, waarbij het niet langer was toegestaan om een lokaal uitvoerend mandaat te combineren met een parlementair mandaat, besloot Bonte zich toe te leggen op het lokaal niveau en niet meer te kandideren voor een verkiesbare plaats in het parlement. In 2019 stond hij op de onverkiesbare voorlaatste plaats van de Vlaams-Brabantse sp.a-lijst voor de federale verkiezingen.
Bij de Vlaamse verkiezingen van 9 juni 2024 stond Bonte op de tweede plaats van de Vooruit-lijst in Vlaams-Brabant. Door het afvoeren van het cumulverbod in de partij was het immers voor hem weer mogelijk om het burgemeesterschap te combineren met een nationaal mandaat. Hij werd verkozen en nam zitting in het Vlaams Parlement. Enkele maanden later, bij de gemeenteraadsverkiezingen van oktober 2024, versloeg het kartel Open Vld-CD&V Vooruit, dat apart was opgekomen, als grootste partij in Vilvoorde en werd een coalitie gevormd met N-VA. In december 2024 liep zijn mandaat als burgemeester af en belandde Bonte als raadslid in de oppositie.
Als Vlaams Parlementslid werd Bonte vast lid van de commissie Binnenlands Bestuur en Inburgering. Daarnaast werd hij in januari 2025 vast lid van de commissie Algemeen Beleid, Financiën, Begroting, Justitie en Onroerend Erfgoed en is hij sinds maart 2025 voorzitter van de commissie Wonen, Toerisme, Energie en Klimaat.
Bonte uitte zich tevens meermaals zijn bezorgdheid over de verfransing in Vilvoorde en bij uitbreiding de Vlaamse rand.

## Onderscheidingen
- Officier in de Leopoldsorde
- Commandeur in de Leopoldsorde (2019)[13]

## Trivia
- In 2017 was hij te zien in D5R: de film als burgemeester van Vilvoorde.
- In 2021 was hij te zien in een aflevering van Lisa op VTM als burgemeester van Vilvoorde.

- International Standard Name Identifier: 0000 0000 3157 4534
- Library of Congress Control Number: n94103174
- Nederlandse Thesaurus van Auteursnamen: 115938613
- Virtual International Authority File: 55850015
- WorldCat: E39PBJvMBrTMGhBRkvm86bH3cP